# Tbilisi Cup 2015
La Tbilisi Cup 2015 (in inglese: 2015 World Rugby Tbilisi Cup) fu la 3ª edizione della Tbilisi Cup, torneo internazionale di rugby a 15 disputatosi annualmente a Tbilisi, capitale della Georgia, tra la Nazionale georgiana e tre squadre invitate.
All'edizione 2015 presero parte le due selezioni minori dell'Italia e dell'Irlanda, note come Italia Emergenti ed Emerging Ireland, e la Nazionale maggiore dell'Uruguay.
Gli incontri dell'Italia e dell'Irlanda non figurano come test match e non accordano presenza internazionale ai giocatori delle due squadre.
La Federazione Italiana Rugby decise di schierare, in tale torneo, solamente giocatori provenienti dall'Eccellenza e non dalle due franchise in Pro12.
Dal punto di vista tecnico l'incontro più interessante, per l'immediato futuro delle due squadre, fu quello tra Georgia e Uruguay, entrambe qualificate all'imminente Coppa del Mondo di rugby 2015 in Inghilterra. Quello che invece, a posteriori, decise la competizione fu il match tra gli emergenti di Irlanda e Italia, terminato 25-0 in favore dei primi, ma con gli italiani che, subita al 27' del primo tempo la meta del temporaneo 0-20, riuscirono a tenere testa agli avversari e a congelare il risultato fino all'80', quando gli irlandesi marcarono la meta del 25-0.
Grazie a tale vittoria gli irlandesi furono primi nella classifica finale, proprio davanti agli italiani, che, nelle successive due partite, batterono Georgia (26-10) e Uruguay (23-13), portando il mediano d'apertura Carlo Canna delle Fiamme Oro a miglior realizzatore del torneo con 29 punti.
Nell'ordine Georgia e Uruguay chiusero la classifica.

## Squadre partecipanti
- Georgia
- Irlanda A (Emerging Ireland)
- Italia Emergenti
- Uruguay

## Risultati

### 1ª giornata
| Arbitro: | Mathieu Raynal |

|  |      |                                                     |
|  | mt   | 13’ Griffin 24’ Conway 27’ McCloskey 80’ O'Halloran |
|  | tr   | 27’ Hanrahan                                        |
|  | c.p. | 3’ Hanrahan                                         |

| Arbitro: | Marius Mitrea |

|                                          |      |               |
| 7’ Mikautadze                            | mt   | 30’ tecnica   |
| 7’ Tsiklauri                             | tr   | 30’ Ormaechea |
| 12’, 38’, 66’ Tsiklauri 80’ Malaghuradze | c.p. | 15’ Ormaechea |

### 2ª giornata
| Arbitro: | Marius Mitrea |

|               |    |                                                            |
| 72’ tecnica   | mt | 6’ Conway 10’ Cooney 14’ Kelleher 38’ tecnica 79’ Marshall |
| 72’ Ormaechea | tr | 6’, 14’, 38’, 79’ Scannell                                 |

| Arbitro: | Marius v.d. Westhuizen |

|                  |      |                         |
| 80’ Peikrishvili | mt   | 55’ Marinaro 62’ Mbanda |
| 80’ Tsiklauri    | tr   | 55’, 62’ Canna          |
| 9’ Malaghuradze  | c.p. | 3’, 59’, 79’ Canna      |
|                  | drop | 43’ Canna               |

### 3ª giornata
| Arbitro: | Marius v.d. Westhuizen |

|               |      |                           |
| 68’ Arboleya  | mt   | 25’ Fabiani 38’ Di Giulio |
| 68’ Ormaechea | tr   | 25’, 38’ Canna            |
| 29’ Ormaechea | c.p. | 12’, 71’ Canna            |
| 3’ Durán      | drop | 73’ Canna                 |

| Arbitro: | Mathieu Raynal |

|                          |      |                                                                       |
| 7’ Lomidze 55’ Giorgadze | mt   | 30’ tecnica 45’ Healy 49’ Masterton 67’ Cooney 73’ Conway 76’ Bealham |
| 55’ Tsiklauri            | tr   | 30’, 45’, 49’, 67’, 73’, 76’ Hanrahan                                 |
|                          | c.p. | 17’ Hanrahan                                                          |

### Classifica
|  | Squadra          | G | V | N | P | P+  | P− | P±  | B | PT |
|  | ---------------- | - | - | - | - | --- | -- | --- | - | -- |
|  | Irlanda A        | 3 | 3 | 0 | 0 | 103 | 19 | +84 | 3 | 15 |
|  | Italia Emergenti | 3 | 2 | 0 | 1 | 49  | 48 | +1  | 0 | 8  |
|  | Georgia          | 3 | 1 | 0 | 2 | 41  | 81 | –40 | 0 | 4  |
|  | Uruguay          | 3 | 0 | 0 | 3 | 30  | 75 | –45 | 0 | 0  |